# ガリーナ・セレブリャコワ
ガリーナ・セレブリャコワ（Galina Iosifovna Serebryakova 1905年12月20日-1980年6月30日）は、ソ連の女性小説家。
革命家の家庭に生まれ、15歳で入党し、ロシア革命後の内戦に参加する。その後モスクワ大学に学び、ジャーナリストとして中華民国、パリ、ジュネーブに滞在。1929年『フランス革命期の女たち』を書いたあと、マルクス・エンゲルスの伝記の執筆に専念、1936年『マルクスの青春』、1961年『火を盗む者』、1962年『生涯の絶頂』からなる長編三部作『プロメテウス』を完成した。

## 日本語訳
- 『プロメテウス』第1‐3部 西本昭治訳 新日本新書 1967‐72
  - 『マルクスエンゲルスの生涯(若きマルクス)』全4巻　西本昭治訳 新日本出版社 1975
  - 『革命の前夜 晩年のエンゲルス』全3巻 西本昭治訳 新日本新書 1973
- 『物語マルクス・エンゲルス伝』全5巻 福井研介訳 合同出版 1972
- 『フランス革命期の女たち』西本昭治訳 岩波新書 1973